# Федіченко Никандр Михайлович
Никандр Михайлович Федіченко  (4  листопада 1902, м. Катеринослав — ? 1988, Дніпропетровськ, СРСР) — кандидат технічних наук, доцент.

## Біографія
Наділений вмінням перспективно мислити, Никард Михайлович передбачив, що процес індустріалізації країни потребує вирішення проблеми підготовки інженерних кадрів.
Тому він став одним із найактивніших поборників ідеї відкриття в Дніпропетровську — потужному індустріальному центрі та важливому транспортному вузлі — вищого навчального закладу системи Наркомату шляхів сполучення. Разом із групою однодумців у 1930 р. Н. М. Федіченко домігся прийняття рішення про створення Дніпропетровського інституту інженерів залізничного транспорту.
У роки першої п'ятирічки силами студентів, викладачів, робітників та службовців були побудовані навчальний корпус, гуртожиток, їдальня і житлові будинки. Протягом 3-4 років було влаштовано затишне інститутське містечко. Тоді в інституті працювали 62 викладача, у тому числі 5 професорів і 12 доцентів.
- З 1923 р. Н. М. Федіченко — учень Катеринославського технікуму шляхів сполучення;
- У продовж 1923—1925 р.р. очолював партосередок[1] технікуму.
- З 1927 р. обіймав посаду начальника навчального закладу.
- В 1929 р. здобув диплом інженера-механіка залізничного транспорту.

- У 1931 році в інституті (ДІІТ) відкрито аспірантуру, організовані три факультети: будівельний, механічний та електромеханічний.

- У 1933 році за успішну роботу по створенню матеріально-технічної бази і підготовку фахівців для залізничного транспорту ДІІТ нагороджено Почесною Грамотою ВЦВК СРСР.

- У 1934 році відбувся перший випуск 190 дипломованих інженерів. На XVII з'їзді партії ДІІТ був названий одним з кращих серед вузів країни. У період Великої вітчизняної війни Н. М. Федіченко був одним з керівників ЦНДІ МШС (Експериментальна кільцева залізниця ВНДІЗТ), начальником Московського електро-механічного інституту залізничного транспорту (МЕМІІТ), а пізніше — начальником Новосибірського інституту шляхів сполучення. Н. М. Федиченко був почесним членом Вченої ради ДІІТу. Його заслуги як засновника ДІІТу настільки великі, що ми і прийдешнє покоління діітовцев не повинні забувати його ім'я.

- Уже в 1935 році ДІІТ визнається центральними освітянськими органами як один з найкращих молодих вузів країни. Діяльність Н. М. Федіченка була відзначена орденом Леніна.
- Але в житті Н. М. Федіченка сталися неприємності: його виключили з партії.  А це означало в умовах 1937—1938 років, що в будь-яку хвилину його можуть заарештувати як ворога народу. Добре, що давні друзі попередили про підготовку арешту. Згодом він довів свою правоту, але в ДІІТ тоді не повернувся.

- З січня 1940 року він працює головним інженером міського комунального господарства. Під його керівництвом був розроблений генеральний проект реконструкції системи водопостачання та гідротехнічних споруд трамвайної мережі.

- У серпні 1941 року Федіченко повернувся на роботу до ДІІТу — став виконуючим обов'язки доцента по кафедрі «Паровози», але згодом виїхав до Москви. У роки Великої Вітчизняної війни Нікандр Михайлович працював у московському, новосибірському транспортних вузах, у центральному науково-дослідному інституті Міністерства шляхів сполучення. Але завжди вважав себе тільки діітівцем.

- У 1944 р. захистив кандидатську дисертацію. Працював начальником вищих інженерних курсів МШС.

- З вересня 1954 р. по грудень 1957 р. був ректором Новосибірського ІІЗТу (тепер — Сибірський державний університет шляхів сполучення).

На фасаді ДІІТу укріплена меморіальна дошка з бюстом першого директора ДІІТу Нікандра Михайловича Федіченка. Добрими очима «неистовьій Никандр» дивиться на молоде діітівське покоління і начебто промовляє: «Вчіться так, щоб марка ДІІТу завжди високо цінувалася не тільки в нашій країні, а й у світі».

## Нагороди
Нагороджений орденами Леніна та «Знак Пошани» (1935)

## Науковий доробок
Під його керівництвом був розроблений генеральний проект реконструкції системи водопостачання та гідротехнічних споруд трамвайної мережі. 12 червня 1941 року була затверджена характеристика Н. М. Федіченка, у якій партійні органи зауважили, що на новій посаді він зберіг свою діітівську енергію: «За час роботи на міському водопроводі за ініціативою і під керівництвом Федіченка Н. М. проведена велика науково-дослідна робота із застосування нових методів очищення води, що дозволило підвищити на 60 % обсяг фільтрованої води».